# Molybaron
Molybaron est un groupe de rock et metal progressif franco-irlandais originaire d'Île-de-France. Le groupe est créé fin 2014 par le guitariste et chanteur irlandais Gary Kelly.

## Biographie
Le groupe voit le jour fin 2014 quand le chanteur/guitariste Gary Kelly décide de monter une formation rock/metal après avoir rencontré le guitariste Steven André. Rapidement, Sébastien de Saint-Angel rejoint le duo à la basse. Début 2019, le batteur Camille Greneron intègre la formation. 
L'album éponyme, de Molybaron sort début 2017, un premier album auto-produit où se mêlent les influences thrash de Metallica, la puissance progressive de Muse et même Rush pour donner un opus très mélodique. Ce premier album, salué par la critique, a permis au groupe d'être sacré découverte de l'année 2017 dans le magazine français Rock Hard. 
Le groupe enchaine les concerts dans différentes salles parisiennes telles que La Boule Noire, le Batofar ou encore l'Élysée Montmartre, et se produit à partir de 2019 dans plusieurs festivals comme le Rock Metal Camp Fest, le Raismes Fest, le Kavefest, le Festival 666 mais aussi le Metaldays en Slovénie. Le 14 septembre 2019 Molybaron assure la première partie de Bukowski à Éragny. Le groupe participe à l'édition 2022 du Hellfest, à Clisson.
En octobre 2019 le groupe se lance dans sa première tournée européenne en première partie de A Pale Horse Named Death, groupe de metal américain fondé par d'anciens-membres de Type O Negative.
Le 27 février 2021, le groupe lance une campagne sur Indiegogo pour financer son deuxième album studio. La campagne prend fin le 24 avril, totalisant 13 292 € sur les 10 000 € nécessaires. L'album The Mutiny sort sur les plateformes numériques en mai 2021, la version physique est attendue pour le mois de juin 2021.
Un troisième album intitulé Something Ominous sort le 15 septembre 2023 sous le label InsideOut Music. Le groupe entame alors une tournée européenne en première partie du groupe suédois Soen.

## Membres

### Membres actuels
- Gary Kelly - guitare, chant (depuis 2014)
- Florian Soum - guitare (depuis 2023)
- Sébastien de Saint-Angel - basse (depuis 2015)
- Camille Greneron - batterie (depuis 2019)

### Anciens membres
- Raphael Bouglon - batterie (2017 - 2018)
- Steven Andre - guitare (2014 - 2022)

## Clips
- 2017 : Moly
- 2020 : Twenty Four Hours
- 2021 : Animals
- 2021 : Lucifer
- 2022 : Vampires